# ロドリゲスドードー
ロドリゲスドードー (Pezophaps solitaria) は、西インド洋のロドリゲス島に生息していた鳥で、ハト目ドードー科の一種である。別名は、ソリテアー（ひとりもの）。
形態などの差異から、モーリシャスドードーとは別属に分類されている。体長1mほど、体重は最も肥満する時期で20kg以上、体色は主に褐色で白いものもある。飛べない鳥であり、歩く速度は、「開けた場所なら簡単に捕まえられるが森の中ではなかなか捕まえられない」程度。卵は、地上に葉を積み上げた巣に1個だけ産む。敵がおらず生息地が限られている環境で種を維持するには、2個以上卵を産むのは無用かつ不適当だったからであろうが、この習性が人間がロドリゲス島に来た後になって個体数の回復を難しくした可能性が高い。
1689年に初めて発見したフランソワ・ルガの手記によると、多数が生息していたにもかかわらず複数で行動しているところはみかけなかったとのことで、別名のソリテアー（ひとりもの）と学名の種小名solitaria はそこから名付けられた。1761年を最後に目撃者がおらず、絶滅したとされる。標本は残っておらず、ヨーロッパに持ち込まれたこともない。人間による捕獲とネズミなどの移入動物による（特に卵や雛の）捕食が絶滅の原因とされている。
フランスの天文学者シャルル・ルモニエは、1761年にアレクサンドル・パングレが金星の日面通過の観測のためにロドリゲス島へ遠征したことを記念し、ロドリゲスドードーをモチーフとしたsolitaire という星座を設けた。ただし、星図には誤って別種のイソヒヨドリ (羅: Monticola solitarius philippensis) の姿が描かれてしまい、「つぐみ座」と呼ばれることになった。この星座は現在使われていない。

## 保全状況評価
EXTINCT (IUCN Red List Ver. 3.1 (2001))